# Tour de Vendée 2016
Il Tour de Vendée 2016, quarantacinquesima edizione della corsa e valevole come evento dell'UCI Europe Tour 2016 categoria 1.1, si svolse il 2 ottobre 2016 su un percorso di 203,8 km. La vittoria fu appannaggio del francese Nacer Bouhanni che terminò la gara con il tempo di 4h57'26", alla media di 41,112 km/h, precedendo i connazionali Samuel Dumoulin e Bryan Coquard.
Sul traguardo di La Roche-sur-Yon 89 ciclisti, su 114 partenti, portarono a termine la competizione.

## Squadre e corridori partecipanti
| N.    | Cod. | Squadra                          |
| ----- | ---- | -------------------------------- |
| 1-8   | COF  | Cofidis                          |
| 11-18 | FVC  | Fortuneo-Vital Concept           |
| 21-28 | FDJ  | FDJ                              |
| 31-38 | WBC  | Wallonie Bruxelles-Group Protect |
| 41-46 | WGG  | Wanty-Groupe Gobert              |
| 51-58 | DEN  | Direct Énergie                   |
| 61-68 | ALM  | AG2R La Mondiale                 |
| 71-78 | VBG  | Team Vorarlberg                  |

| N.      | Cod. | Squadra                 |
| ------- | ---- | ----------------------- |
| 81-87   | CJR  | Caja Rural-Seguros RGA  |
| 91-98   | DMP  | Delko-Marseille         |
| 101-108 | EUS  | Euskadi-Murias          |
| 111-118 | CCD  | Team Differdange-Losch  |
| 121-128 | AUB  | HP BTP-Auber 93         |
| 131-136 | RLM  | Roubaix-Lille Métropole |
| 141-148 | ADT  | Armée de Terre          |

## Ordine d'arrivo (Top 10)
| Pos. | Corridore           | Squadra      | Tempo    |
| ---- | ------------------- | ------------ | -------- |
| 1    | Nacer Bouhanni      | Cofidis      | 4h57'26" |
| 2    | Samuel Dumoulin     | AG2R         | s.t.     |
| 3    | Bryan Coquard       | Direct       | s.t.     |
| 4    | Romain Feillu       | HP BTP       | s.t.     |
| 5    | Baptiste Planckaert | Wallonie     | s.t.     |
| 6    | Julien Duval        | Armée de Te. | s.t.     |
| 7    | Rudy Barbier        | Roubaix      | s.t.     |
| 8    | Carlos Barbero      | Caja Rural   | s.t.     |
| 9    | Jonathan Hivert     | Fortuneo     | s.t.     |
| 10   | Jimmy Raibaud       | Armée de Te. | s.t.     |